# Ostoja Stjepanović
Ostoja Stjepanoviḱ (in macedone Остоја Стјепановиќ?; Skopje, 17 gennaio 1985) è un ex calciatore macedone, di ruolo centrocampista.

## Caratteristiche tecniche
Interno di centrocampo, può essere schierato come esterno destro e come trequartista.